# Aceraius
Aceraius es un género de escarabajos de la familia Passalinae, que contiene las siguientes especies:
- Aceraius alpinus
- Aceraius alutaceosternus
- Aceraius ashidai
- Aceraius borneanus
- Aceraius boucheri
- Aceraius chinensis
- Aceraius fujiokae
- Aceraius grandis
- Aceraius hassani
- Aceraius helferi
- Aceraius hidakai
- Aceraius hikidai
- Aceraius himalayensis
- Aceraius illegalis
- Aceraius jenisi
- Aceraius katsurae
- Aceraius kazuhisai
- Aceraius kikutai
- Aceraius kinabalensis
- Aceraius kuwerti
- Aceraius laevicollis
- Aceraius laevimargo
- Aceraius lamellatus
- Aceraius laniger
- Aceraius masatakai
- Aceraius moescheri
- Aceraius oculidens
- Aceraius pilifer
- Aceraius riekoae
- Aceraius sabanus
- Aceraius sawaii
- Aceraius sipolae
- Aceraius tobae
- Aceraius tricornis
- Aceraius wallacei